# Курсантська вулиця
Курсантська вулиця — вулиця в Самарському районі Дніпра в мікрорайоні Північний житлового району Вузол на східних підступах до давньої Старої Самари.
Вулиця йде у промисловій зоні; бере початок від Дніпросталівської вулиці на перехресті з вулицею Олександра Оцупа; спочатку вулиця йде на південний схід й після наближення до залізничного перегону Новомосковськ-Нижньодніпровськ-Вузол робить вигин до зміни напряму на південний захід; закінчується біля залізничного переїзду на Буковинську вулицю; продовжується Лісопарковою вулицею на селищі Вторчормету після перехрестя з Буковинською та Липовою вулицями.
Довжина вулиці — 2600 метрів.

## Перехрестя
- Дніпросталівська вулиця
- вулиця Олександра Оцупа
- вулиця Курсанта Скоробагатька
- Липова вулиця
- Буковинська вулиця
- Лісопаркова вулиця
- вулиця Курсанта Скоробагатька

## Будівлі
- Центральний авторинок
- Авторинок Фарби
- № 10 — «Міропласт» — виробник ПВХ-профілю[1]
- № 24 — ВО ТОВ Дніпрокожгалантерея
- № 30 — завод ПАТ «Іста-Центр» з виробництва акумуляторів
- № 36 — Укрсплав
- База «Вторколірмету»
- Меморіал захисникам міста у 1941 році — курсантам артилеристам; монумент встановлено на розі Курсантської та Курсанта Скоробагатька за проектом архітектора В. А. Нікона в 1975 році[2]